# Anthony Stacchi

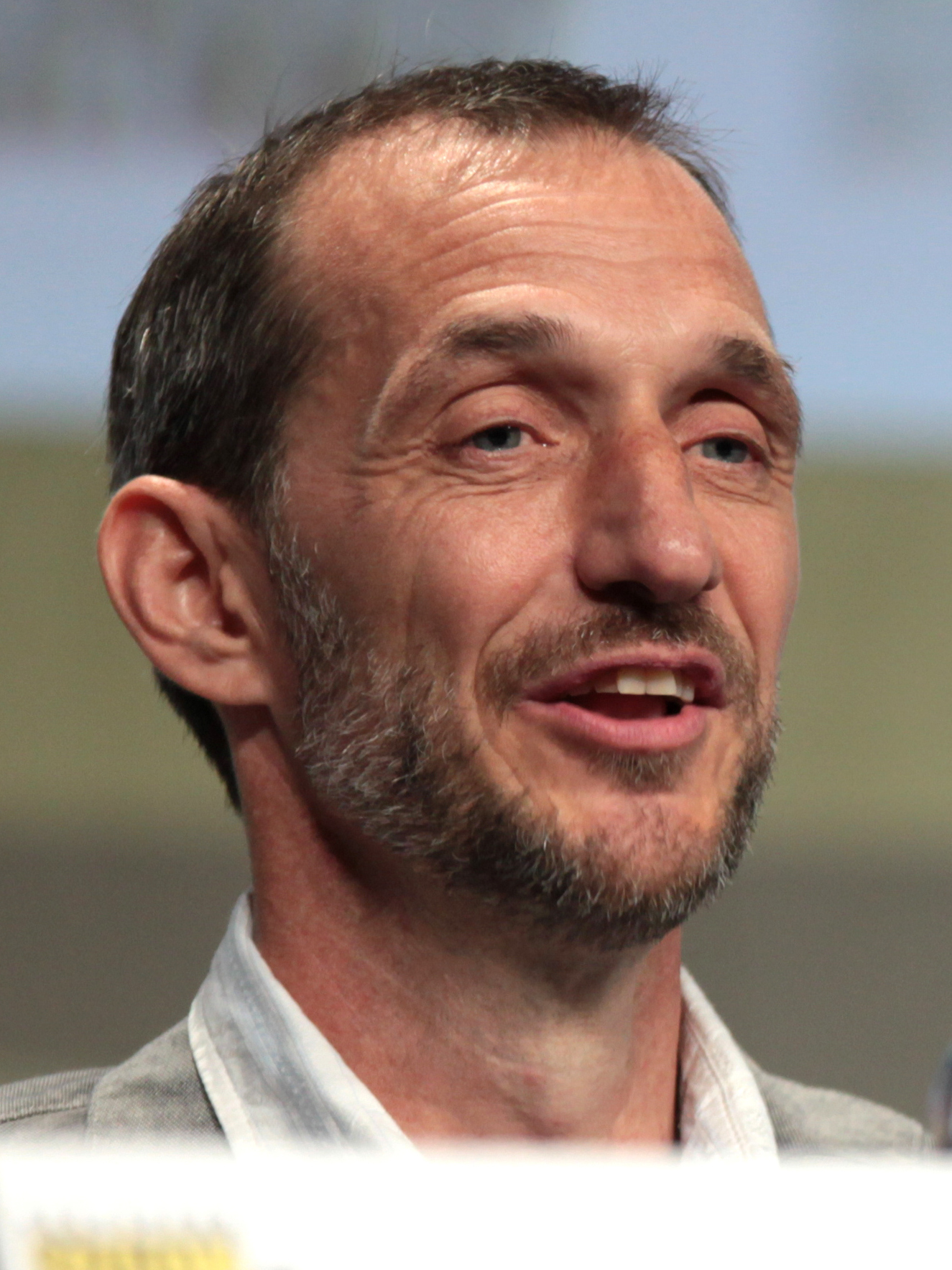
Anthony Stacchi 2014

Anthony F. Stacchi (* 27. Juli 1964) ist ein US-amerikanischer Filmregisseur und Animator.

## Leben
Anthony Stacchi studierte am California Institute of the Arts Filmwissenschaft und schloss 1986 mit einem Bachelor of Arts ab. Er begann zunächst als Animator und Werberegisseur bei Colossal Pictures in San Francisco zu arbeiten und wechselte anschließend zu Industrial Light & Magic. Als Animator für Spezialeffekte war er unter anderem an den Filmen Zurück in die Zukunft (1985), Ghost – Nachricht von Sam (1990) und Hook (1991). Er entwickelte außerdem das Storyboard zu Spirit – Der wilde Mustang (2002). 2006 war er für Sony Pictures Co-Regisseur bei Jagdfieber. 2007 wechselte er zu Laika. Zusammen mit Graham Annable drehte er 2014 den Animationsfilm Die Boxtrolls für den er bei der Oscarverleihung 2015 eine Nominierung für den besten animierten Spielfilm erhielt.

## Filmografie (Auswahl)

### Animator / Art Departement
- 1985: Zurück in die Zukunft (Back to the Future)
- 1990: Ghost – Nachricht von Sam (Ghost)
- 1991: Hook
- 1991: The Wish that Changed Christmas (Fernsehfilm)
- 1991: Meteor Man
- 1991: Rocketeer (The Rocketeer)
- 1992: Æon Flux (Zeichentrickserie)
- 1996: James und der Riesenpfirsich (James and the Giant Peach)
- 1998: Antz (Story Artist)
- 2002: Spirit – Der wilde Mustang (Spirit: Stallion of the Cimarron) (Storyboard)

### Regisseur
- 2006: Jagdfieber (Open Season) (Co-Regisseur und Drehbuchautor)
- 2014: Die Boxtrolls (The Boxtrolls)